# Eliot Sumner
Eliot Paulina Sumner (ur. 30 lipca 1990 w Pizie we Włoszech), znana również jako Coco – angielska multiinstrumentalistka, wokalistka i kompozytorka. Sumner jest dzieckiem Stinga i aktorki Trudie Styler. W 2015 oznajmiła, że „nie wierzy w płeć” i „nie identyfikuje się z żadną płcią”.
Debiutancki album artystki, The Constant, został wydany w Wielkiej Brytanii 8 listopada 2010 pod szyldem zespołu I Blame Coco. Druga płyta, wydana pod własnym nazwiskiem, ukazała się w styczniu 2016 roku.

## Dyskografia
Albumy studyjne
| Rok  | Tytuł                                                           | Pozycja na liście | Pozycja na liście | Pozycja na liście |
| Rok  | Tytuł                                                           | POL               | FRA               | CHE               |
| ---- | --------------------------------------------------------------- | ----------------- | ----------------- | ----------------- |
| 2010 | The Constant - Data: 8 listopada 2010 - Wydawca: Island Records | 36                | 72                | 41                |
| 2016 | Information - Data: 22 stycznia 2016 - Wydawca: Island Records  | –                 | –                 | –                 |

Single
| Rok  | Tytuł                    | Pozycja na liście | Pozycja na liście | Pozycja na liście | Album        |
| Rok  | Tytuł                    | UK                | BEL (Fla)         | BEL (Wal)         | Album        |
| ---- | ------------------------ | ----------------- | ----------------- | ----------------- | ------------ |
| 2010 | „Caesar” (oraz Robyn)    | –                 | –                 | –                 | The Constant |
| 2010 | „Self Machine”           | 64                | 3                 | 43                | The Constant |
| 2010 | „In Spirit Golden”       | –                 | –                 | –                 | The Constant |
| 2011 | „Turn Your Back on Love” | –                 | –                 | –                 | The Constant |

Gościnny udział w singlach
| Rok  | Tytuł                                                         | Pozycja na liście | Album        |
| Rok  | Tytuł                                                         | UK                | Album        |
| ---- | ------------------------------------------------------------- | ----------------- | ------------ |
| 2009 | „Animal” (oraz Miike Snow)                                    | 98                | Miike Snow   |
| 2010 | „Splash” (oraz Sub Focus)                                     | 41                | Sub Focus    |
| 2011 | „...Even Though You’re With Another Girl” (oraz Trentemøller) | –                 | Trentemøller |

## Teledyski
| Rok  | Tytuł                            | Reżyseria       |
| ---- | -------------------------------- | --------------- |
| 2010 | „Caesar”                         | Hope Audikana   |
| 2010 | „Only Love Can Break Your Heart” | Tom & Tabitha   |
| 2010 | „Splash”                         | Nick Frew       |
| 2010 | „Self Machine”                   | Alex Smith      |
| 2010 | „Quicker”                        | China Moo-Young |
| 2010 | „In Spirit Golden”               | Hope Audikana   |
| 2011 | „Avion”                          | Joe Sumner      |

## Filmografia
- 1999 Dżentelmeni jako Laura Pressfield[15]
- 2024 Ripley (serial)(inne języki) jako Freddie Miles[16]